# Elisabetta di York (1444-1503)

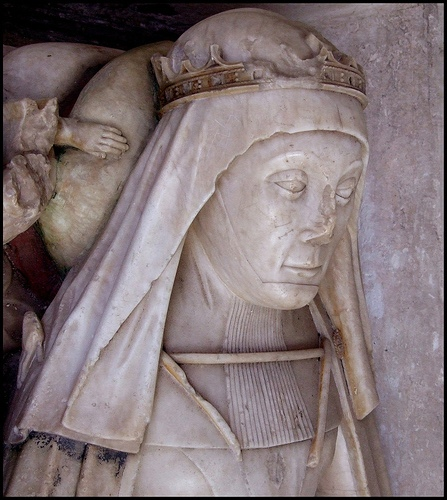
Elisabetta di York

Elisabetta di York (Rouen, 22 aprile 1444 – Wingfield, 1503) è stata una principessa inglese e duchessa consorte di Suffolk.

## Biografia
Era figlia di Riccardo Plantageneto, III duca di York e Cecily Neville.
Qualche tempo prima del febbraio 1458, Elisabetta sposò John de la Pole, II duca di Suffolk, figlio maggiore di William de la Pole, I duca di Suffolk e di Alice Chaucer.
Il suocero di Elisabetta aveva ricoperto incarichi di potere durante il regno di Enrico VI d'Inghilterra ma verso la fine della guerra dei cent'anni la famiglia Suffolk perse quasi tutti i suoi possedimenti nel nord della Francia. William venne inoltre imprigionato nella Torre di Londra e giustiziato il 2 maggio 1450. Suo figlio John non riuscì a riottenere tutti i titoli del defunto padre.
Il fratello maggiore di Elisabetta, Edoardo IV d'Inghilterra, ripristinò per il cognato il titolo di duca di Suffolk nel 1463. Elisabetta assunse quindi il titolo di duchessa fino alla morte.
Dopo la morte di suo marito John, Elisabetta gli dovrebbe essere sopravvissuta per almeno un decennio. L'ultimo documento in cui si fa sua menzione è datato gennaio 1503. Era sicuramente morta invece nel maggio del 1504.

## Discendenza
Elisabetta diede alla luce undici figli:
- John de la Pole, I conte di Lincoln (c. 1462-16 giugno 1487).
- Edward de La Pole (1466-1485). Arcidiacono di Richmond .
- Elisabetta de la Pole (c. 1468-1489). Sposata con Henry Lovel, VIII Barone di Morley (1466-1489).
- Edmund de la Pole, III duca di Suffolk (1471-30 aprile 1513).
- Dorothy de la Pole (1472-?). Morì giovane.
- Humphrey de la Pole (1474-1513). Monaco .
- Anne de La Pole (1476-1495). Suora.
- Catherine de la Pole (c. 1477-1513). Sposò William Stourton, V Barone Stourton.
- Sir William de la Pole, Cavaliere di Wingfield (1478-1539). Sposò Katherine de Stourton.
- Richard de la Pole (1480-24 febbraio 1525).

## Ascendenza
|                                               |                                          |                                            | Genitori                             |  |  | Nonni |  |  | Bisnonni                             |  |  | Trisnonni                 |  |
|                                               |                                          |                                            |                                      |  |  |       |  |  | Edmondo Plantageneto, I duca di York |  |  | Edoardo III d'Inghilterra |  |
|                                               |                                          |                                            |                                      |  |  |       |  |  | Edmondo Plantageneto, I duca di York |  |  | Edoardo III d'Inghilterra |  |
|                                               |                                          | Filippa di Hainaut                         |                                      |  |  |       |  |  | Edmondo Plantageneto, I duca di York |  |  |                           |  |
| Riccardo Plantageneto, III conte di Cambridge |                                          |                                            |                                      |  |  |       |  |  | Edmondo Plantageneto, I duca di York |  |  |                           |  |
|                                               |                                          | Isabella di Castiglia                      | Pietro I di Castiglia                |  |  |       |  |  |                                      |  |  |                           |  |
|                                               |                                          | Isabella di Castiglia                      | Pietro I di Castiglia                |  |  |       |  |  |                                      |  |  |                           |  |
|                                               |                                          | Isabella di Castiglia                      | Maria di Padilla                     |  |  |       |  |  |                                      |  |  |                           |  |
| Riccardo Plantageneto, III duca di York       |                                          | Isabella di Castiglia                      |                                      |  |  |       |  |  |                                      |  |  |                           |  |
|                                               |                                          | Ruggero Mortimer, IV conte di March        | Edmondo Mortimer, III conte di March |  |  |       |  |  |                                      |  |  |                           |  |
|                                               |                                          | Ruggero Mortimer, IV conte di March        | Edmondo Mortimer, III conte di March |  |  |       |  |  |                                      |  |  |                           |  |
|                                               |                                          | Ruggero Mortimer, IV conte di March        | Filippa Plantageneta                 |  |  |       |  |  |                                      |  |  |                           |  |
| Anna Mortimer                                 |                                          | Ruggero Mortimer, IV conte di March        |                                      |  |  |       |  |  |                                      |  |  |                           |  |
|                                               |                                          | Alianore Holland                           | Thomas Holland, II conte di Kent     |  |  |       |  |  |                                      |  |  |                           |  |
|                                               |                                          | Alianore Holland                           | Thomas Holland, II conte di Kent     |  |  |       |  |  |                                      |  |  |                           |  |
|                                               |                                          | Alianore Holland                           | Alice FitzAlan                       |  |  |       |  |  |                                      |  |  |                           |  |
| Elisabetta di York                            |                                          | Alianore Holland                           |                                      |  |  |       |  |  |                                      |  |  |                           |  |
|                                               | John Neville, III barone Neville di Raby | Ralph Neville, II barone Neville di Raby   |                                      |  |  |       |  |  |                                      |  |  |                           |  |
|                                               | John Neville, III barone Neville di Raby | Ralph Neville, II barone Neville di Raby   |                                      |  |  |       |  |  |                                      |  |  |                           |  |
|                                               | John Neville, III barone Neville di Raby | Alice Audley                               |                                      |  |  |       |  |  |                                      |  |  |                           |  |
| Ralph Neville, I conte di Westmorland         | John Neville, III barone Neville di Raby |                                            |                                      |  |  |       |  |  |                                      |  |  |                           |  |
|                                               |                                          | Maud Percy                                 | Henry de Percy, II barone Percy      |  |  |       |  |  |                                      |  |  |                           |  |
|                                               |                                          | Maud Percy                                 | Henry de Percy, II barone Percy      |  |  |       |  |  |                                      |  |  |                           |  |
|                                               |                                          | Maud Percy                                 | Idonea Clifford                      |  |  |       |  |  |                                      |  |  |                           |  |
| Cecily Neville                                |                                          | Maud Percy                                 |                                      |  |  |       |  |  |                                      |  |  |                           |  |
|                                               |                                          | Giovanni Plantageneto, I duca di Lancaster | Edoardo III d'Inghilterra            |  |  |       |  |  |                                      |  |  |                           |  |
|                                               |                                          | Giovanni Plantageneto, I duca di Lancaster | Edoardo III d'Inghilterra            |  |  |       |  |  |                                      |  |  |                           |  |
|                                               |                                          | Giovanni Plantageneto, I duca di Lancaster | Filippa di Hainaut                   |  |  |       |  |  |                                      |  |  |                           |  |
| Joan Beaufort, contessa di Westmorland        |                                          | Giovanni Plantageneto, I duca di Lancaster |                                      |  |  |       |  |  |                                      |  |  |                           |  |
|                                               |                                          | Katherine Swynford                         | Payne De Roet                        |  |  |       |  |  |                                      |  |  |                           |  |
|                                               |                                          | Katherine Swynford                         | Payne De Roet                        |  |  |       |  |  |                                      |  |  |                           |  |
|                                               |                                          | Katherine Swynford                         | ?                                    |  |  |       |  |  |                                      |  |  |                           |  |
|                                               |                                          | Katherine Swynford                         |                                      |  |  |       |  |  |                                      |  |  |                           |  |